# Клеріон (округ, Пенсільванія)
Шаблон:StateAbbr_ 41°11′ пн. ш. 79°25′ зх. д. / 41.19° пн. ш. 79.42° зх. д.
Округ  Клеріон (англ. Clarion County) — округ (графство) у штаті  Пенсільванія, США. Ідентифікатор округу 42031.

## Історія
Округ утворений 1839 року.

## Демографія
За даними перепису 
2000 року 
загальне населення округу становило 41765 осіб, зокрема міського населення було 9001, а сільського — 32764.
Серед мешканців округу чоловіків було 20162, а жінок — 21603. В окрузі було 16052 домогосподарства, 10735 родин, які мешкали в 19426 будинках.
Середній розмір родини становив 2,95.
Віковий розподіл населення поданий у таблиці:
| Стать    | До 15 років | 15-21 | 22-29 | 30-39 | 40-49 | 50-65 | 65-85 | Понад 85 |
| -------- | ----------- | ----- | ----- | ----- | ----- | ----- | ----- | -------- |
| Чоловіки | 3777        | 2766  | 2165  | 2610  | 2964  | 3189  | 2470  | 221      |
| Жінки    | 3659        | 3319  | 2035  | 2649  | 2950  | 3346  | 3122  | 523      |

## Суміжні округи
- Форест — північ
- Джефферсон — схід
- Армстронг — південь
- Батлер — захід
- Венанго — захід

## Виноски
1. ↑  U.S. Decennial Census. United States Census Bureau. Архів оригіналу за 26 квітня 2015. Процитовано 6 березня 2015.
2. ↑  Historical Census Browser. University of Virginia Library. Архів оригіналу за 11 Серпня 2012. Процитовано 6 березня 2015.
3. ↑  Forstall, Richard L., ред. (24 березня 1995). Population of Counties by Decennial Census: 1900 to 1990. United States Census Bureau. Архів оригіналу за 20 Березня 2015. Процитовано 6 березня 2015.
4. ↑  Census 2000 PHC-T-4. Ranking Tables for Counties: 1990 and 2000 (PDF). United States Census Bureau. 2 квітня 2001. Архів оригіналу (PDF) за 18 Грудня 2014. Процитовано 6 березня 2015.
5. ↑  State & County QuickFacts. United States Census Bureau. Архів оригіналу за 8 Липня 2011. Процитовано 16 листопада 2013.(англ.) Наведено за англійською вікіпедією.
6. ↑  American FactFinder. Бюро перепису населення США. Архів оригіналу за 29 липня 2011. Процитовано 31 січня 2008.

| США | Це незавершена стаття з географії США. Ви можете допомогти проєкту, виправивши або дописавши її. |